# Opomyza germinationis
Opomyza germinationis is een vliegensoort uit de familie van de grasvliegen (Opomyzidae). De wetenschappelijke naam is gepubliceerd in 1758 door Linnaeus in de tiende editie van Systema naturae.